# Miroslav Chvíla
Miroslav Chvíla (28 maart 1967) is een voormalig profvoetballer uit Slowakije. Hij speelde als verdediger voor onder meer Slovan Bratislava en Artmedia Petržalka. In 1999 beëindigde hij zijn actieve loopbaan.

## Interlandcarrière
Chvíla kwam in totaal één keer (één doelpunt) uit voor het Slowaaks voetbalelftal in 1994, nadat hij eerder één keer de kleuren had verdedigd van Tsjecho-Slowakije . Onder leiding van bondscoach Jozef Vengloš maakte hij zijn debuut voor de nationale ploeg van zijn vaderland op 12 november 1994 in de EK-kwalificatiewedstrijd in Boekarest tegen Roemenië (3-2). Hij scoorde in dat duel.
| Interlands van Miroslav Chvíla      | Interlands van Miroslav Chvíla      | Interlands van Miroslav Chvíla      | Interlands van Miroslav Chvíla      | Interlands van Miroslav Chvíla      | Interlands van Miroslav Chvíla      |
| №                                   | Datum                               | Wedstrijd                           | Uitslag                             | Competitie                          | Goals                               |
| Als speler van ŠK Slovan Bratislava | Als speler van ŠK Slovan Bratislava | Als speler van ŠK Slovan Bratislava | Als speler van ŠK Slovan Bratislava | Als speler van ŠK Slovan Bratislava | Als speler van ŠK Slovan Bratislava |
| ----------------------------------- | ----------------------------------- | ----------------------------------- | ----------------------------------- | ----------------------------------- | ----------------------------------- |
| 1                                   | 27 mei 1992                         | Polen – Tsjecho-Slowakije           | 1 – 0                               | Vriendschappelijk                   | 0                                   |
| 2                                   | 12 november 1994                    | Roemenië – Slowakije                | 3 – 2                               | Vriendschappelijk                   | 1                                   |

## Erelijst
Slovan Bratislava
- Landskampioen Tsjecho-Slowakije

1992
- Landskampioen Slowakije

1994, 1995
- Beker van Slowakije

1989, 1994